# Mauser Model 1871
El Mauser Model 1871, adoptat com a Gewehr 71 o Infanterie-Gewehr 71 (es va estampar "IGMod.71" en els fusells) va ser el primer de milions de fusells fabricats per la companyia Mauser a partir dels dissenys de Paul Mauser i Wilhelm Mauser.

## Història i desenvolupament

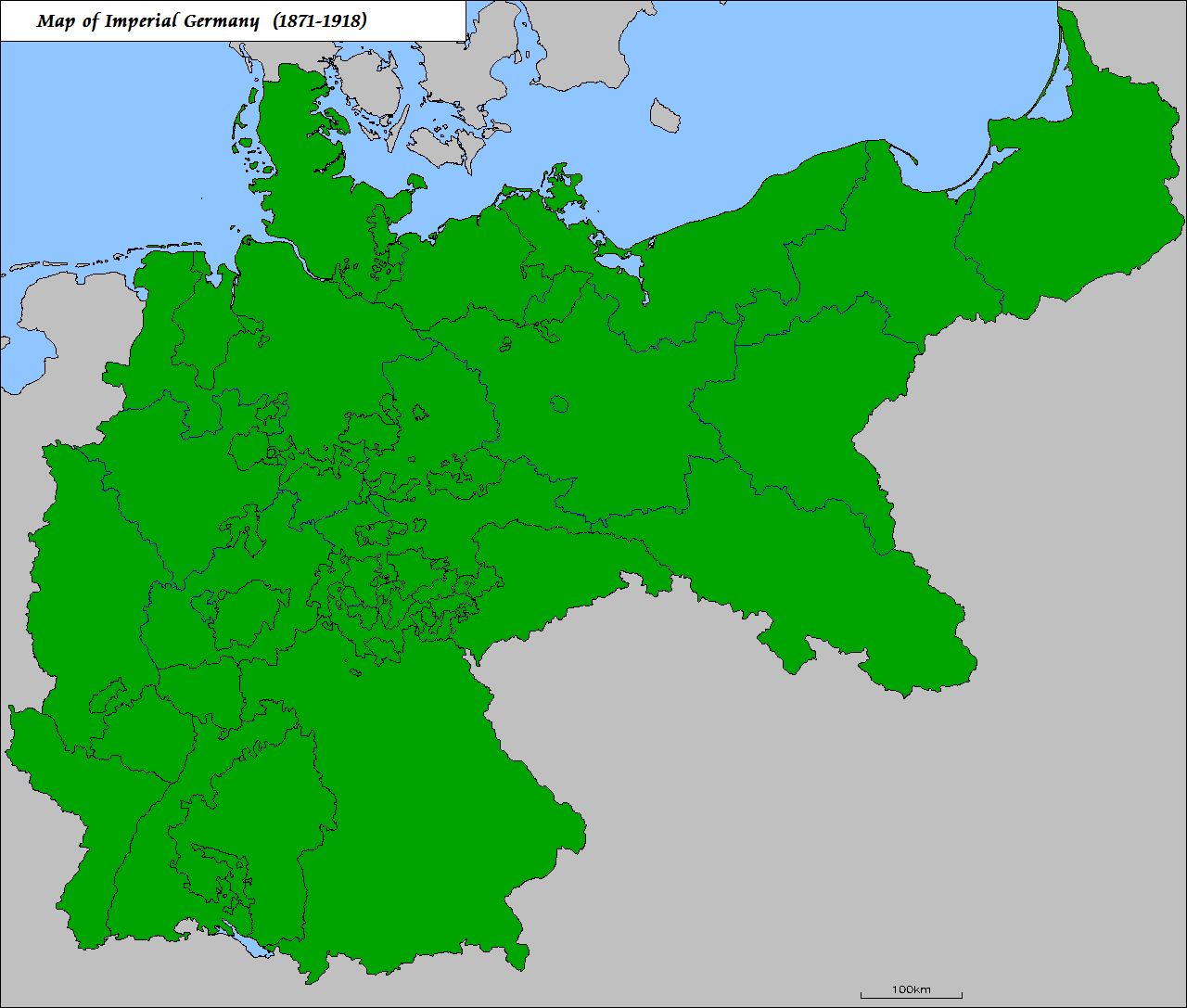
Imperi Alemany (1871-1918). El fusell va ser adoptat fins i tot en parts de l'actual Polònia, però no a Baviera.

Entre 1870-1871 es van dur a terme proves amb diferents fusells, sent el "Werder Bávaro M1869" el principal rival per Mauser. El Mauser va ser provisionalment adoptat cap a finals de 1871, pel fet que encara s'estava desenvolupant una assegurança apropiada. Va ser adoptat per l'Imperi Alemany, excepte Baviera. La seva acció no estava basada en la del seu predecessor, el Dreyse, que va ser utilitzat durant la Guerra francoprussiana.
El que segurament és avui molt conegut Mauser amb palanca d'"aleta", va ser desenvolupat per al Gewehr 71. El Gewehr 71 era un fusell de forrellat convencional, calibre 11 mm i que emprava cartutxos de pólvora negra. L'acció només incorporava un ressalt-guia en el forrellat, que al seu torn era l'únic botó de forrellat i es fixava davant de la recambra. El model original era monotirs, però el 1884 va ser actualitzat amb un dipòsit tubular de 8 bales dissenyat per Alfred von Kropatschek, i va esdevenir el primer fusell de repetició alemany. Aquesta versió va ser anomenada Gewehr 71/84. El Gewehr 71 va ser reemplaçat pel Fusell de Comissió Model 1888 (denominat Gewehr 88 a partir de 1888).

## Historial de combat
Aquest fusell va ser emprat per l'Exèrcit Imperial Coreà (especialment en les unitats de Guàrdies), reemplaçant al BERD rus. Es desconeix el nombre de fusells empleats, però l'Imperi Coreà va fabricar municions per a aquests, la qual cosa indica l'ús d'una quantitat considerable.
Els republicans irlandesos van importar el 1914 uns 900 fusells monotir Mauser 1871 a través del port de Howth per a la milícia nacionalista anomenada Voluntaris Irlandesos. Aquests van ser emprats pels Voluntaris en l'Alçament de Pasqua de 1916, una insurrecció que desitjava posar fi al domini britànic a Irlanda. El Mauser 1871 va ser conegut a Irlanda com a "Howth Mauser".

## Cultura popular
- L'11-mm Mauser és el fusell estàndard de l'Exèrcit Marcià en la novel·la Les sirenes de Tità, de Kurt Vonnegut.[6]
- En la pel·lícula L'últim samurai, l'Exèrcit Imperial Japonès està armat amb fusells Mauser 1871-1884, malgrat el fet de ser armats pels Estats Units. Els models de 1884 van ser modificats pels utilers perquè siguin més semblants als models de 1871.